# Pascale Cossart
Pour les articles homonymes, voir Cossart.
Pascale Cossart, née le 21 mars 1948 à Cambrai, est une biologiste française, spécialisée en microbiologie cellulaire, professeur de classe exceptionnelle à l'Institut Pasteur depuis 2006. Membre de l'Académie des sciences depuis 2002 après avoir été correspondante en 1999, elle en est secrétaire perpétuel honoraire et a été  secrétaire perpétuel pour la deuxième section, qui couvre la chimie, la biologie et la médecine, du 1er janvier 2016 au 31 décembre 2021 . Depuis janvier 2022 elle est visiting scientist à l'EMBL Heidelberg.

## Biographie
Pascale Cossart (née Gheerbrant) est originaire du Nord. Elle est née à Cambrai en 1948 et a vécu ses premières années à Arras. Issue d'une famille d'industriels, Pascale Cossart a le coup de foudre pour la science au lycée. Elle étudie la chimie à Lille où elle décroche une maîtrise ès sciences. En 1971 elle obtient un Master of Science de l'université de Georgetown puis, en 1977, un doctorat ès sciences sous la direction de Georges Cohen à l'université Paris-VII. 
Pascale Cossart a été directrice d'une unité de recherche à l'Institut Pasteur à partir de 1991 et nommée professeur de classe exceptionnelle depuis 2006. Elle a publié de nombreux articles sur la biologie moléculaire et cellulaire de la bactérie pathogène Listeria monocytogenes. Ses contributions majeures au domaine des interactions hôtes-pathogènes notamment comment la listeria parvient à passer la paroi intestinale lui ont valu de nombreuses distinctions nationales et internationales.
Parmi les principaux jalons de sa carrière scientifique, on peut citer :
- en 1987, la découverte du premier facteur de virulence de Listeria monocytogenes, la listériolysine O (en) (LLO),
- en 1991 et 1995, la mise en évidence de l'internaline (InlA) et d'InlB, deux protéines de surface de Listeria monocytogenes permettant l'entrée de cette bactérie dans les cellules humaines,
- en 1992, l'identification de la protéine de surface ActA, qui permet à Listeria monocytogenes de se mouvoir dans le cytosol des cellules infectées en polymérisant l'actine; l'élucidation des bases moléculaires de cette motilité a grandement contribué à la compréhension des mécanismes de polymérisation du cytosquelette,
- la coordination du séquençage complet du génome de Listeria monocytogenes, publié en 2001,
- en 2005, la mise en évidence du rôle de la clathrine dans l'endocytose de gros objets comme les bactéries,
- l'exploration du transcriptome de Listeria monocytogenes, définissant un panorama de l'expression des gènes de virulence, et mettant en lumière de nouveaux mécanismes de régulation (ARN non codants, riboswitch).

Pascale Cossart est membre du Comité consultatif national d'éthique depuis 2009.

## Distinctions
- Membre de l’EMBO (1995)
- Membre de l’Academia Europaea (1998)
- Correspondante (1999), membre (à partir de 2002) puis secrétaire perpétuel (2016) de l'Académie française des sciences (1999)
- International Research Scholar du Howard Hughes Medical Institute (2000- 2017)
- Membre de l'Académie Léopoldine (2001)
- Membre de la Société américaine de microbiologie (2004)
- Membre de l'année de GlaxoSmithKline International ASM (2007)
- Associé étranger  de l'Académie américaine des sciences (2009)
- Docteur honoris causa de l’École polytechnique fédérale de Lausanne (2009)
- Membre de l'European Academy of Microbiology (2009)
- Membre étranger de la Royal Society (Royaume-Uni) (2010)
- Médaille Robert Koch Medal de the Robert Koch Institute, Berlin, Allemagne, (2010)
- Médaille Van Deenen de the Institute of Biomembranes, Utrecht, Pays-Bas, (2011)
- Jürgen Manchot-Guest Professorship 2014, Düsseldorf, Allemagne, (2014)
- Membre étranger de la Académie américaine de médecine (2014)
- Docteur honoris causa de l'Université de Birmingham (2015)
- ERC Advanced Grant Awards (2008-2014)(2015-2019)
- Membre associé de l'Académie nationale de pharmacie (2016)
- Docteur honoris causa de l'Institut Karolinska (2020)

## Principaux prix
- Prix Unesco Carlos J. Finlay pour la microbiologie, UNESCO (1995)
- Médaille Louis-Rapkine (1997)
- Prix L’Oreal-UNESCO pour les femmes et la science (1998)
- Prix Richard-Lounsbery de l'Académie des sciences et de la Académie nationale des sciences (1998)[4]
- Médaille d’or Louis Pasteur de la Société suédoise de médecine (2000)
- Prix de recherche Nestlé "L’homme et sa nutrition" (2000)
- Prix Valade Senior de la Fondation de France (2003)
- Prix de recherche fondamentale de l'Inserm (2005)
- Médaille prestige de l’Institut Cochin (2006)[5]
- Prix Robert-Koch (2007)
- Prix René-Descartes for collaborative transnational research, Bruxelles, (2008)
- Prix Louis-Jeantet de médecine (2008)[6]
- Prix Balzan (2013)
- Helmoltz International Fellow Award, Berlin, Allemagne, (2013)
- H.P.R. Seeliger Award, Wurtzbourg, Allemagne (2013)
- FEBS / EMBO Women in Science Award, Heidelberg, Allemagne, (2014)
- Ernst Jung Gold Medal for Medicine, Hambourg, Allemagne, (2017)
- Prix René-et-Andrée-Duquesne, Paris, France, (2018)
- Prix Heinrich-Wieland, Munich, Allemagne, (2018)
- FEMS-Lwoff Award 2018, FEMS meeting Glasgow, Royaume-Uni (2019)
- Selman A. Waksman Award in Microbiology, Académie nationale des sciences, Washington, USA (2021)

## Décorations
- Grande officière de la Légion d'honneur en 2020[7] (commandeure en 2013[8], officière en 2007).
- Commandeure de l'ordre national du Mérite en 2010[9].